# Алета Оушан
Алета Оушан,  : /ˈoʊʃən/, енгл. Aletta Ocean), рођена као Дора Варга (мађ. Dóra Varga), 14. децембра 1987. у Будимпешти у Мађарској, мађарска је порнографска глумица. Позирала је за часописе Пентхаус (Penthouse) и Плејбој (Playboy) (мађарска издања), а наступила је у преко 200 порнографских филмова.

## Каријера
Манекенством се почела бавити са 19 година, као ученица економске школе. Убрзо је освојила титулу Мис туризма Мађарске, а нашла се и међу шест најлепших у избору за Мис Мађарске. Хардкор порнографске филмове почиње снимати 2007. године за продуцентске куће Private, Evil Angel, Digital Playground, New Sensations, Zero Tolerance и Jules Jordan Video.

## Награде
-{
- 2010 AVN Award — Female Foreign Performer of the Year[5]
- 2010 AVN Award — Best Sex Scene in a Foreign-Shot Production - Dollz House[5]
- 2013 Miss FreeOnes Contest — Best Euro Babe[6]

}-

## Филмографија
-{
- Angel Perverse 8 (2007)
- Erocity 4 (2007)
- French Kiss (2007)
- Luxurious 4 (2007)
- Private Sex Auditions 4 (2007)
- Private Xtreme 38: Teens (2007)
- Touch Me 1 (2007)
- Cum For Cover 2 (2008)
- Donne d'Onore (2008)
- Fuck V.I.P. Toxic Angels (2008)
- Hungarian Angels  (2008)
- Intimate Contact 2 (2008)
- Kiss Me First 2 (2008)
- Leg Action 10 (2008)
- Lesbian Lip Service 1 (2008)
- Lesbian Lip Service 2 (2008)
- Mad Sex Party: Back Alley Bangers (2008)
- My Evil Sluts 2 (2008)
- Nice Ass 1 (2008)
- Only Girls Allowed 5 (2008)
- Private Gold 101: Dirty Santa (2008)
- Private Gold 97: Party Babes (2008)
- Private Gold 99: Barcelona Sex Secrets (2008)
- Private Specials 12: 6 Nurses Take it Up the Ass (2008)
- Private Xtreme 39: Ibiza Sex Party 4 (2008)
- Private Xtreme 42: Cherry Jul's Extreme Gang Bang Party (2008)
- Private XXX 39: Sex Bites (2008)
- Russian Institute: Lesson 10 (2008)
- Russian Institute: Lesson 11: Pony Club (2008)
- Sex Carnage 2 (2008)
- Sex Carnage 4 (2008)
- SEXth Element (2008)
- Sisters of Sappho 3 (2008)
- Slutty and Sluttier 7 (2008)
- Teen X Two 3 (2008)
- Tender Touch 1 (2008)
- All Internal 10 (2009)
- Anal Cavity Search 7 (2009)
- Angel Perverse 11 (2009)
- Baby Got Boobs 2 (2009)
- Billionaire 2 (2009)
- Blow Me Sandwich 14 (2009)
- Bobbi Violates Europe (2009)
- Career Whores (2009)
- Cheating Sports Celebrity Wives (2009)
- Club Girls Hardcore 2 (2009)
- Dirty Job (2009)
- Doll House 6 (2009)
- Dollz House (2009)
- Dress Me Up 2 (2009)
- Exploring Fantasies (2009)
- Feed The Models 1 (2009)
- Feeling (2009)
- Foot Fever 2 (2009)
- Fuck Dolls 12 (2009)
- Fuck Team 5 5 (2009)
- Fuck V.I.P. Orgasm (2009)
- Gangbang Junkies 2 (2009)
- I Kissed a Girl and I Licked It (2009)
- I Was Tight Yesterday 9 (2009)
- Impure Thoughts (2009)
- In the Butt 3 (2009)
- King Dong 1 (2009)
- La Femme Lovers 1 (2009)
- Me + Two (2009)
- Miss Uniform 2 (2009)
- Monsters of Cock 19 (2009)
- Monsters of Cock 21 (2009)
- My Fantasy Girls POV 3 (2009)
- Nasty Babes 2 (2009)
- Nutbusters (2009)
- Oil and Ass 1 (2009)
- Pornochic 17: Tarra (2009)
- Pornochic 18: Aletta (2009)
- Private Specials 27: Fuck My Big Boobs (2009)
- Private Specials 29: 6 Sluts in Uniform Take It Up the Ass (2009)
- Pussy Cats 4 (2009)
- Real Wife Stories 5 (2009)
- Registered Nurse 2 (2009)
- Rico The Destroyer 1 (2009)
- Rocco: Animal Trainer 29 (2009)
- Rocco: Puppet Master 7 (2009)
- Sadie and Friends 4 (2009)
- Screw Me (2009)
- Sex Angels (2009)
- Slam It in a Filthy Fucker (2009)
- Sperm Swap 6 (2009)
- Splashes On Glasses 2 (2009)
- Story Of Laly (2009)
- Super Glam 1 (2009)
- Taste My Lips (2009)
- There's a Great Big Penis In My Butt (2009)
- This Butt's 4 U 5: Crack Addictz (2009)
- Trust Justice 5 (2009)
- Unfaithful 4 (2009)
- Welcome to Footville 1 (2009)
- When She Cums (2009)
- You, Me and Her (2009)
- Anal Prostitutes On Video 8 (2010)
- Angels of Darkness (2010)
- Anna Lovato: Yes Miss (2010)
- Aphrodiziac (2010)
- Backdoor Entry 1 (2010)
- Backdoor Lovers 2 (2010)
- Basic Sex Instinct (2010)
- Big Butts Like It Big 7 (2010)
- Big Rack Attack 1 (2010)
- Big Tits At Work 10 (2010)
- Connection (2010)
- Dawn Rising (2010)
- Desires (2010)
- Double Patrol 2 (2010)
- Double The Pleasure (2010)
- Flowers of Passion 2 (2010)
- Gangbang Auditions 24 (2010)
- Gapeman 4 (2010)
- Geisha (2010)
- Girl Next Door (2010)
- Girl's Wish (2010)
- Humper To Bumpher 1 (2010)
- Innocent Until Proven Filthy 7 (2010)
- Laly's Angels (2010)
- Members Only 2 (2010)
- My Evil Sluts 5 (2010)
- My Wife's Hot Friend 5 (2010)
- Octopussy: A XXX Parody (2010)
- Pink (2010)
- Porn Fidelity 21 (2010)
- Pound The Round POV 3 (2010)
- Private Gold 110: Miss Private - Battle Of The Big Boobs (2010)
- Private Lessons (2010)
- Private Specials 40: How I Seduce and Fuck Girls (2010)
- Private Specials 42: Aletta's Amazing Big Boobs (2010)
- Secretaries 3 (2010)
- Sensual Seductions 4 (2010)
- Sex Barcelona Style (2010)
- She's Asstastic (2010)
- Shot Glasses 4 (2010)
- Sorry Daddy, Whitezilla Broke My Little Pussy 4 (2010)
- Step By Step 3 (2010)
- Swallow This 14 (2010)
- Sweet Seductions 3 (2010)
- Team Anal 2 (2010)
- Threesomes (2010)
- Touch Me 3 (2010)
- Woodman Casting X 76 (2010)
- Asshole Physics (2011)
- Ass-ploration (2011)
- Barely Legal Corrupted 11 (2011)
- Barely Legal Jungle Fever 3 (2011)
- Best of Porn Superstar POV (2011)
- Big Tit Whorror Flick (2011)
- Big Wet Butts 4 (2011)
- Butt Hurt (2011)
- Butt Sex (2011)
- Cover Girls (2011)
- Cruel Media Conquers Hungary (2011)
- Deep Throat This 49 (2011)
- Doctor Adventures.com 9 (2011)
- Double Penned (2011)
- Double Your Pleasure (2011)
- Hold Me Close (2011)
- I Eat Pussy (2011)
- In Both Holes (2011)
- Lick Land 4 (2011)
- Make My Ass Cum (2011)
- My Ex Girlfriend 1 (2011)
- NFC: Nude Fight Club 5 (2011)
- Nights At The Museum (2011)
- North Pole 86 (2011)
- Orgy: The XXX Championship (2011)
- Panty Pops 4 (2011)
- Passport (2011)
- Perfect Angels (2011)
- Peter North's POV 32 (2011)
- Pornochic 22: Femmes Fatales (2011)
- Private Gold 115: La Femme Fucktale (2011)
- Private Gold 122: Assbreak Hotel 1 (2011)
- Smuggling Sexpedition (2011)
- Sound Of Love (2011)
- Totally Assfucked (2011)
- Touched by an Angel (II) (2011)
- Anal Fanatic 4 (2012)
- Beautiful Lesbians (2012)
- Big Wet Butts 7 (2012)
- Brazzers Worldwide: Budapest 2 (2012)
- Craving Black Meat (2012)
- Doctor Do Me 6 (2012)
- Double Duty (2012)
- Fucking On The Job (2012)
- Going Through the Backdoor (2012)
- Lot of Pussy (2012)
- Naughty Noobies 4 (2012)
- Osterglocken (2012)
- Pink on Pink 5 (2012)
- Private Gold 124: Double Penetration Celebration (2012)
- Sex Fashion (2012)
- Bitches in Uniform 2 (2013)
- Private Specials 70: Fuck My Feet (2013)

}-